# Трифонов, Николай Иванович (генерал-лейтенант)
Николай Иванович Трифонов (род. 25 декабря 1960, с. Бобровня, Дубровский район, Брянская область, РСФСР, СССР) — советский и российский деятель органов внутренних дел. Начальник Управления внутренних дел по Ярославской области с 2 августа 2009 по февраль 2018. Начальник Главного управления МВД России по Саратовской области с 9 февраля 2018 по 28 декабря 2020. Генерал-лейтенант полиции (2019).

## Биография
Родился 25 декабря 1960 в селе Бобровня Брянской области. По окончании школы работал слесарем на открытых разработках месторождений полезных ископаемых на Лебединском горно-обогатительном комбинате в городе Губкине Белгородской области, затем проходил службу в пограничных войсках КГБ СССР.
Окончил вечернее отделение Московского политехнического института по специальности «горный инженер». Работал на различных должностях в Брянском обкоме ВЛКСМ.
В 1987 поступил на службу в органы внутренних дел. В 1988 был назначен заместителем начальника по политической части ОВД Трубчевского района Брянского областного исполкома. 
В 1998 окончил Академию управления МВД России. В 2001 был назначен заместителем начальника УВД Брянской области — начальником милиции общественной безопасности. 
С 1999 по 2003 год 13 раз находился в служебных командировках на территории Чеченской республики: был первым начальником Шатойского временного отдела внутренних дел, неоднократно участвовал в боях с боевиками.
В 2004 переведён на службу в центральный аппарат МВД России. 
С 2005 по июнь 2009 — заместитель начальника Департамента охраны общественного порядка МВД России — начальник управления анализа и выработки стратегических решений в области охраны общественного порядка.
С 2 августа 2009 по февраль 2018 — начальник Управления внутренних дел по Ярославской области.
Указом Президента Российской Федерации от 2 апреля 2011 присвоено специальное звание генерал-майора полиции.
С 9 февраля 2018 по 28 декабря 2020 — начальник Главного управления Министерства внутренних дел Российской Федерации по Саратовской области.
Указом Президента Российской Федерации от 22 февраля 2019 присвоено специальное звание «генерал-лейтенант полиции».

## Семья
Женат. Дочь (род. 1990) — закончила МГУ, а сын (род. 1986) — МГТУ имени Баумана.

## Награды
- Орден Мужества
- Медаль ордена «За заслуги перед Отечеством» I и II степеней
- Нагрудный знак «Почётный сотрудник МВД»
- Нагрудный знак «За доблесть в службе»
- Почётный гражданин города Брянска
- Именное оружие
- Кортик